# Альриша
Альриша, или Окда, Каитайн, Реша, Альфа Рыб (α Psc) — двойная звезда в созвездии Рыб. Название происходит от араб. الرشآء‎ (al-rišā’), что означает «верёвка, канат». Альриша соединяет две цепочки звёзд — Северную и Западную Рыбу, которых древние греки представляли как Афродиту и Эрота, скрывавшихся от Тифона в Евфрате, превратившись в связанных верёвкой рыб.
Несмотря на то, что Альриша называется альфой Рыб, она только третья по блеску в созвездии. Расстояние до α Рыб составляет 139 световых лет. Спектральный класс — A0p и A3m для компонента B. Главная звезда имеет видимую звёздную величину +4,33, α Рыб B — +5,23. Массы звёзд составляют соответственно 2,3 и 1,8 масс Солнца, радиусы превышают солнечный в 2 и 1,5 раза соответственно. Период обращения вокруг общего центра масс — 725 лет.